# Iniziativa Nazionale Palestinese
L'Iniziativa Nazionale Palestinese (in arabo المبادرة الوطنية الفلسطنية, al-Mubadara al-Wataniyya al-Filistiniyya) è un partito politico palestinese socialdemocratico, fondato da Mustafa Barghuthi nel 2002.
Alle elezioni presidenziali in Palestina del 2005 Barghuthi, sostenuto anche dal Fronte Popolare per la Liberazione della Palestina è arrivato secondo, ottenendo il 21% dei voti e venendo sconfitto dal 67,4% di Mahmūd Abbās (Fatah).
Per le elezioni legislative del 2006 Iniziativa Nazionale Palestinese ha corso sotto il nome di Palestina Indipendente, candidando alcuni indipendenti e ottenendo il 2,7% che gli ha fruttato due seggi al Consiglio legislativo palestinese: Mustafa Barghuthi e Rawya Rashad Sa'id al-Shawwa.
Dal 2008 è osservatore presso l'Internazionale Socialista, di cui, in Palestina, fa già parte Fatah.